# 越前西部広域基幹林道
越前西部広域基幹林道（えちぜんせいぶこういききかんりんどう）は、福井県越前市と福井県福井市を結ぶ林道である。通称は越前西部林道。

## 概要
- 起点:福井県越前市中津原町
- 終点:同県福井市本堂町

総延長81.7kmの福井県下最長の林道である。福井県道中で最も距離の長い福井県道3号ですら約半分の46.4kmであることを考えると異例の長さを持つ林道といえる。その長大さゆえ道程は4区間に区分けされており、それぞれに1号から4号までの番号が割り振られている。丹生山地の裾野または尾根上を走り、展望に優れる観光林道となっている。

## 通過市町村
福井県越前市-南条郡南越前町-越前市-南越前町-丹生郡越前町-越前市-越前町-福井市

## 道路状況
上記の通り1号から4号に区分けされており、それぞれ道路状況は異なるので詳細は各項目を参照。近年では観光道路化が進み特に1号から3号は全線舗装化が完了し、2009年にはドライブ形式のスタンプラリーが開催されている。4号については2009年現在、未だ分断区間が残るが、工事は行われているので近い将来開通する見通しである。

## 林道内の区分
- 越前西部広域基幹林道1号線（福井県越前市中津原町 - 同県丹生郡越前町六呂師）
- 越前西部広域基幹林道2号線（福井県越前市千合谷町 - 同県丹生郡越前町上山中）
- 越前西部広域基幹林道3号線（福井県丹生郡越前町上山中 - 同県福井市大味町）
- 越前西部広域基幹林道4号線（福井県福井市大味町 - 同市本堂町）

## 接続路線
- 国道365号（2号終点）
- 国道417号（国道365号と重複中）
- 福井県道3号福井大森河野線
- 福井県道6号福井四ヶ浦線（3号終点）
- 福井県道19号武生米ノ線（1号終点、2号起点）
- 福井県道205号湯谷王子保停車場線（起点）
- 西郷幹線林道（終点）

## 通過する峠
- 花立峠
- 別司峠